# В Филадельфии всегда солнечно
«В Филаде́льфии всегда́ со́лнечно» (англ. It's Always Sunny in Philadelphia) — американский телесериал (ситком), созданный Робом Макэлхенни и воплощённый Макэлхенни, Гленном Хоуэртоном и Чарли Дэем. 
Вышел в эфир 4 августа 2005 года на телеканале FX, с 2013 года — в эфире кабельного канала FXX. 
Сериал рассказывает о ситуациях, в которые попадают герои — владельцы «У Пэдди», не слишком успешного ирландского паба в южной Филадельфии.
В России сериал выходил под названием «Пятеро под солнцем» на телеканале MTV Россия, а на телеканалах 2x2 и Paramount Comedy под дословно переведённым названием — «В Филадельфии всегда солнечно».

## История
Пилотный эпизод сериала «Charlie Has Cancer» был изначально снят на любительскую видеокамеру Чарли Дэем, Гленном Хоуэртоном и Робом Макэлхенни за небольшие деньги (согласно упоминаниям в прессе — до 200 долларов). Эта видеозапись была представлена различным телеканалам, что закончилось подписанием контракта с телесетью FX. После этого эпизод был переснят с использованием профессионального оборудования и полноценной производственной команды.
Последняя серия первого сезона вышла в эфир 13 сентября 2005 и FX обновила контракт на второй сезон, который шёл с 29 июня по 17 августа 2006. На новую роль отца Денниса (Хоуэртон) и Диандры Рейнольдс (Кейтлин Олсон) пришёл Дэнни Де Вито. В 2006 начались повторные показы серий первого сезона на FOX, сети-владелице FX.
Сериал имеет успех и неоднократно продлевался — на 2024 год вышло 16 сезонов, что делает его одним из самых долгоиграющих ситкомов на американском телевидении.

## Актёры и роли
Герои сериала чаще всего аморальны и враждебны друг к другу. Они часто врут для достижения собственных целей. В большинстве эпизодов эти их черты не приводят ни к чему хорошему как для них самих, так и для людей, им встречающихся. Множество сюжетов основано на конфликтах, возникающих из-за их постоянного соперничества и желания что-то друг другу доказать. Это и соревнования парней из-за женщин, и Ди, пытающаяся показать себя такой же сильной и успешной, как другие, и вся «шайка», соревнующаяся, кто сможет украсть больше, и даже кто из них сможет привлечь больше религиозных последователей. 
Почти в каждой серии все они, или большая их часть, начинают громкий спор, в котором каждый пытается перекричать остальных. Они часто препираются между собой и в целом ведут себя грубо и невоспитанно, оказываясь в профессиональной среде, например в офисе у адвоката или бизнесмена.

### «Шайка»
- Чарли Дэй в роли Чарли Келли. Друг детства Мака и некогда совладелец, а нынче уборщик «У Пэдди». Наверное самый непредсказуемый и несчастливый член шайки, полный неудачник, не показывающий способности бороться с ежедневными проблемами и впадающий в истерические приступы в стиле Бобкэта Голдтуэйта. Не следит за собственной гигиеной и часто нюхает клей. Несколько персонажей сериала говорят, что он живёт в «сраной дыре», имея в виду его обшарпанную квартирку. Его бедность вызвана отчасти тенденцией делать «неудачные вложения», в какой-то момент доходящей до продажи Маку доли в «У Пэдди» за половинку сэндвича. Совершенно безграмотен, чем регулярно создаёт неприятности шайке, но весьма талантлив — играет на клавишных инструментах, неплохо плотничает и шьёт, что позволяет ему поддерживать в порядке те несколько предметов одежды, что у него есть. Иногда вообще не понимает, о чём в данный момент идёт разговор, и плохо знаком как с историей, так и с текущими событиями. Все самые нудные и отвратительные обязанности в баре называются «работа Чарли» («Чарлибота»), даже когда их временно приходится выполнять не ему. Чарли до одержимости влюблён в официантку и постоянно преследует её. Обожает одеваться в костюмы и перевоплощаться в других персонажей, включая таинственного «Зелёного человека», киногероя Серпико и Техасского Чарли. В 1 серии 3 сезона Бонни сообщает ему, что он выжил в неудачной попытке аборта. Несмотря на свои недостатки, демонстрирует организаторский талант: построив комбинацию на отношениях Мака с матерью Денниса, морально почти уничтожает Денниса, когда тот вздумал шантажировать Чарли сексом с официанткой; добившись успехов в онлайн-игре, извлекает из неё немалую выгоду в реальной жизни; управляя шайкой, улаживает ситуацию с инспекторской проверкой паба, как раз в то время, когда шайка разводит там антисанитарию.
- Гленн Хоуэртон в роли Денниса Р. Рейнольдса. Деннис — совладелец «У Пэдди» и брат-близнец Диандры. Самоуверенный, очень эмоциональный, эгоцентричный модник и бабник. На фоне остальной шайки выглядит действительно умным и стильным. Манипулирует женщинами, чтобы затащить их в постель, и сделает всё ради зависти других. В 10 серии 5 сезона посвятил шайку в свою шестишаговую систему охмурения девушек. Самоуверенность Денниса опирается главным образом на его внешний вид. При этом очень болезненно реагирует на критику: в 4 серии 2 сезона сильно переживал из-за того, что мамы Мака и Чарли отказались переспать с ним, не находя его достаточно привлекательным. Часто сбрасывает рубашку без тени сомнения, веря, что его внешность впечатляет людей и разрешает конфликты. Был популярным в школе, но его пара на выпускном бросила его ради другого. Несмотря на то, что зарабатывает в баре меньше, чем $400 в неделю, умудряется стильно одеваться и ездить на Range Rover, а также содержать квартиру; в его кошельке всегда находятся деньги, чтобы дать взятку или оплатить за друзей ужин в ресторане. Самый образованный в шайке, получал хорошие оценки в Пенсильванском университете и интересовался психологией, хотя изначально хотел стать ветеринаром. Любит животных и слушает глэм-рок. Также проявляет способность петь фальцетом, одеваясь в серебристый спандекс. Имеет и некоторый художественный дар — рисовать карикатурных грудастых девиц, которых Чарли находит очень привлекательными. Иногда покуривает сигареты, чем раздражает Чарли и Ди. Всегда чисто выбрит. В 3 серии 2 сезона вместе с сестрой подсел на крэк и по сути является наркоманом в завязке. Со временем стали проявляться его проблемы с психикой. Так, его нарциссизм и неспособность контролировать гнев расцвели буйным цветом; при мимолётном посещении психиатра ему был поставлен диагноз — пограничное расстройство личности.
- Роб Макэлхенни в роли Мака. Друг детства Чарли и школьный друг, а потом и сосед Денниса. Совладелец «У Пэдди» и обычно самый активный его управляющий. В 12 серии 7 сезона становятся известны настоящее имя и фамилия Мака — Рональд Макдональд. Выходец из не самой благополучной семьи; его отец сидит в тюрьме за распространение метамфетамина, а мать находится в состоянии перманентной апатии. Постоянно ищет поддержки других, особенно родителей, но переусердствует в своих попытках, в конечном итоге оставаясь в дураках. Старается быть «крутым», иногда чтобы произвести впечатление на отца-преступника, но чаще всего уходит от конфликтов и не слишком хорош в драке. Тем не менее, считает себя мастером рукопашного боя и вышибалой, часто предпринимая идиотские трюки и нося майки без рукавов, чтобы показать свою физическую форму. Мак — католик, и ранее своей показушной религиозностью старался подавлять свои порой весьма явные гомосексуальные тенденции. Страдал от телесной дисморфии, выражавшейся в резких наборе и сбросе веса, после окончательного каминг-аута пришёл в гармонию со своим телом.
- Кейтлин Олсон в роли Диандры «Милашки Ди» Рейнольдс. Сестра-близнец Денниса и официантка в «У Пэдди». Ушла из Пенсильванского университета, где её специальностью была психология, которую она завалила, чтобы стать актрисой, но приложила не слишком много усилий для реализации этой мечты. Хотя считает себя альтруисткой и либералкой, на деле эгоистична и часто разделяет те же предубеждения, что и остальные члены шайки. Очень чувствительно относится к собственной внешности и профессиональным неудачам. Была непопулярна в школе из-за сильного сколиоза: в юности ей приходилось носить металлический корсет и мириться с прозвищем «Алюминиевый Монстр». С тех пор её преследует череда неудавшихся отношений с мужчинами. Как и остальная шайка, много пьёт, часто чтобы забыться после неудавшейся встречи с привлекательным мужчиной. Страдает от страха сцены. Несмотря на множество комплексов, агрессивно выражает своё мнение, и разозлившись, может перейти к рукоприкладству. Была единственным основным персонажем в сериале, придуманным не для конкретного актёра. Хотя изначально Диандра должна была стать здравомыслящим «голосом совести» в женском обличье, для контраста с её морально нечистоплотными соратниками, её персонаж быстро стал равноценным участником всех безобразий шайки, когда Олсон приняли на роль. Остальные постоянно критикуют и унижают её за её внешность (часто сравнивая с огромной птицей), отсутствие таланта и тот банальный факт, что она женщина. Её идеи постоянно высмеиваются остальными героями, но они с энтузиазмом поддержат любую идею, если её тут же повторит кто-то ещё.
- Дэнни Де Вито в роли Фрэнка Рейнольдса. Грязный делец, сколотивший состояние всеми законными и (намного чаще) незаконными средствами. Фрэнк — приёмный отец Денниса и Диандры, так как Барбара наврала ему, и их биологическим отцом на самом деле является Брюс Мэттис. Развёлся с ней и решил присоединиться к своим детям, чтобы вести такой же дегенератский образ жизни. Считает себя искусным манипулятором и часто играет ведущую роль в махинациях шайки. Среди его знакомых есть немало тёмных личностей. Фрэнк и Чарли живут в одной комнате и спят в одной кровати, зад к заду. В 10 серии 2 сезона выясняется, что Фрэнк является возможным отцом Чарли, так как в прошлом имел связь с его матерью. Любит рассказывать, как был во Вьетнаме, создавая впечатление бывалого солдата, но на самом деле ездил туда в 1993 году, чтобы открыть подпольный цех. Со временем, под напором возраста и безудержного гедонизма, весьма деградировал и стал очень рассеянным.

### Друзья и враги
- Мэри Элизабет Эллис в роли официантки. Алкоголичка в завязке и объект безумной страсти Чарли. Официантке он безразличен, однако Деннис представляет для неё определённый интерес. Чарли делает всё, чтобы завоевать её любовь, а тем временем она делает всё, чтобы понравиться Деннису, чем он и Ди часто пользуются. При этом для него официантка — проходное увлечение, в его личном рейтинге она получила одну звезду из пяти возможных. В сериале её имя ни разу не упоминается.
- Нэйт Муни и Джимми Симпсон в ролях братьев-близнецов Райана и Лиама Макпойлов. Мерзко выглядящие бывшие одноклассники Мака и Чарли. Состоят в кровосмесительной связи друг с другом, а также со своей немой сестрой Маргарет. Клан Макпойлов весьма обширен и, вследствие многочисленных и многолетних инцестов, имеет характерные внешние признаки: монобровь, прыщи и экзема. Также все Макпойлы питают особую страсть к молоку: без него не обходится ни одно мероприятие с их участием; более того, даже в баре «У Пэдди» Райан, Лиам и Маргарет предпочитают традиционному пиву именно этом напиток. Любят жаркий и влажный климат и в одежде предпочитают халаты (для мужчин) и удлинённые футболки (для женщин). Макпойлы враждуют с Чарли после того, как тот помешал им разбогатеть через ложное обвинение школьного учителя в домогательстве, и с остальной шайкой из-за Фрэнка, прострелившего ногу их брату Дойлу. В 4 серии 3 сезона Макпойлы мстят шайке, разыгрывая вооружённое нападение на паб.
- Артемис Пебдани в роли Артемиды. Подруга Ди из актёрского кружка. Верит в свой актёрский дар, экстравагантна, подвержена эмоциональным взрывам. Прошла процедуру отбеливания ануса. Обладает недюжинной дедукцией. Состоит с Фрэнком в неплатонических отношениях, основанных на взаимном сексуальном фетише (еда).
- Бриттани Дэниел в роли Кармен. Трансгендерная женщина. Обладает эффектной внешностью и внушительным членом, выпирающим из штанов. В 4-й серии 1 сезона Мак положил на неё глаз, не зная, что Кармен трансгендерна, но узнав, с противоречивыми чувствами всё равно продолжил встречаться с ней. В 10 серии 3 сезона бросает его, так как ему не удаётся перестать стесняться её. В 1 серии 6 сезона Кармен уже без пениса и замужем за толстым негром. Милашка Ди становится суррогатной матерью для их ребёнка; из-за бесплодности мужа донором спермы стала сама Кармен.
- Дэвид Хорнсби в роли Мэттью «Колченогого Сверчка» Мары. Знакомый шайки ещё со школьных времён. В старших классах носил на ногах гигантские скрипучие скобы, за что и поимел своё прозвище. Ещё с тех времён влюблён в Ди. После школы стал священником. Впервые появляется в 7-й серии 2 сезона, где обнаруживает, что его любовь к Ди до сих пор не угасла. Играя с чувствами Мэттью, Ди сподвигла его с шумом снять с себя сан, из-за чего он становится бездомным. В 13 серии 3 сезона члены шайки вовлекают Сверчка в кокаиновую зависимость и натравляют на него итальянских гангстеров, которые ломают ему ноги. В школе Деннис часто засовывал яйца в рот Сверчку, когда тот напивался до бесчувствия на вечеринках, а Мак фотографировал это и выкладывал фотографии в Интернет; в 1 серии 4 сезона они охотятся за ним, чтобы повторить эту шутку. Со временем опустился на самое дно и нынче готов отдаться первому встречному за пару бутылок пива.

### Родители
- Энн Арчер в роли Барбары Рейнольдс. Бывшая жена Фрэнка, мать Денниса и Ди. Холодная, безжалостная, эгоистичная, помешанная на деньгах женщина, не заботящаяся о семье. Считала Брюса Мэттиса нищим идеалистом, поэтому убедила Фрэнка, что родила от него. В 4-й серии 2 сезона переспала с Маком, чтобы позлить уже бывшего мужа. В 3 серии 3 сезона умерла из-за неудачной подтяжки шеи. По завещанию все деньги унаследовал Брюс; Деннису отошёл дом, а Ди не получила ничего, кроме сообщения, что она была разочарованием и ошибкой, хоть и была одной из близнецов[5].
- Стивен Коллинз в роли Брюса Мэттиса. Биологический отец Денниса и Ди. Посвящает всё своё время и деньги благотворительности. Усыновил несколько беспризорных детей. Из-за диаметральных расхождений во взглядах Деннису и Ди тяжело поладить с Брюсом. После смерти Барбары унаследовал всё её состояние. Осознав всю глубину деградации своих детей, в 3 серии 3 сезона окончательно порвал с ними контакт.
- Линн Мэри Стюарт в роли Бонни Келли. Мама Чарли, внешне милая и робкая, а на деле развратная женщина, падкая на брутальных мужчин и Санта Клаусов. В 10 серии 2 сезона выяснилось, что она переспала с Фрэнком 30 лет назад, что делает его возможным отцом Чарли. Страдает от обсессивно-компульсивного расстройства. Восстанавливает отношения с Фрэнком через MySpace. Тот в 11 серии 3 сезона некоторое время жил у Бонни, наслаждаясь полной властью над ней, пока она не переключилась на более брутального Лютера. Живёт вместе с мамой Мака.
- Грегори Скотт Камминс в роли Лютера Макдональда. Отец Мака, уголовник с пугающей внешностью. Впервые появляется в 10 серии 2 сезона. Мак и Чарли приходили к нему на свидание, и он поручил им пронести в тюрьму героин, спрятав его в анусе, но Мак и Чарли не оправдали его надежд. В 11 серии 3 сезона вышел из тюрьмы, но стараниями Мака, опасающегося мести за проваленное задание, вскоре вновь попал за решётку, пообещав сыну, что убьёт его, когда освободится. Однако по условно-досрочному освобождению уехал в Тихуану, чтобы понять, как простить Мака. Имеет высокий рост и множество татуировок. Говорит, что никогда не моргает. Холоден с Маком, но в глубине души любит его. Бисексуален, но, несмотря на это, отверг каминг-аут своего сына.
- Сэнди Мартин в роли мамы Мака. Впервые появляется в 4 серии 2 сезона, в которой Деннис безуспешно пытался склонить её к сексу. Целыми днями курит и смотрит телевизор. Ненавидит Лютера, поэтому принимает его возвращение без энтузиазма. В 6 серии 4 сезона заснула во время панихиды по Маку. Спалила свой дом, и в итоге стараниями Мака и Чарли переехала жить к Бонни Келли.

## Приглашённые актёры
- Отем Ризер («Одинокие сердца») снялась во 2 серии 1 сезона в роли Меган, активистки, выступающей против абортов. Мак встретил её в центре движения «В защиту жизни» и попытался подцепить её, прикинувшись яростным противником абортов.
- Майкл Розенбаум («Тайны Смолвилля») снялся в 5 серии 1 сезона в роли Колина, вора, помешанного на оружии. Обкрадывал бары в окрестностях паба «У Пэдди», завязывая отношения с официантками и выведывая у них нужные сведения.
- Деннис Хаскинс («Спасённые звонком») снялся в 7 серии 1 сезона в роли Кристофера Мюррея, учителя, против которого Макпойлы выдвигают ложное обвинение в домогательствах.
- Эдди Мекка («Лаверна и Ширли») снялся в 5 серии 2 сезона в роли Бобби Тандерсона, бывшего в 1960-х годах соперником Фрэнка по боксу.
- Фэйзон Лав, теле- и киноактёр, снялся во 2 серии 3 сезона в роли сурового тренера команды кандидатов в игроки «Philadelphia Eagles».
- Джеффри Оуэнс («Шоу Косби») снялся в той же серии в роли самого себя. По сюжету его наняли, чтобы он изображал футболиста Донована Макнабба. Также засветился в 1 серии 7 сезона, в которой притворялся то Тайгером Вудсом, то Доном Чидлом, попутно поведав о своём фут-фетишизме.
- Ричард Рукколо («Два парня и девушка») снялся в 7 серии 3 сезона в роли представителя корпорации, желавшей выкупить бар у шайки, а также во 2 серии 8 сезона, где он как представитель городской администрации чуть не стал жертвой подкупа со стороны Фрэнка и Ди.
- Джуди Грир («Замедленное развитие») снялась в 5 серии 3 сезона и в 13 серии 7 сезона в роли модельера и владелицы магазина одежды Ингрид Нельсон. В школе имела избыточный вес и носила прозвище «Жиробасина». Милашка Ди подавляла её своими фантазиями о карьере актрисы и модели, что смотивировало Ингрид похудеть и стать успешной, на злую зависть Диандры.
- Близнецы Скляры, известные по их шоу «Cheap Seats» на ESPN Classic, снялись в 15 серии 3 сезона в роли дуэта диджеев — ведущих танцевального марафона, в котором шайка была вынуждена участвовать из-за безграмотности Чарли.
- Бывший футболист и политик Джон Рунян снялся в 3 серии 4 сезона в роли одного из строителей, которых интервьюировала Ди, перевоплотившаяся в пуэрто-риканского репортёра Мартину Мартинес. Также в ролях строителей участвуют Престон Эллиот и Стив Моррисон — ведущие шоу «Preston and Steve» на филадельфийской радиостанции 93.3 WMMR.
- Фишер Стивенс («Завтра наступит сегодня», «Остаться в живых») снялся в 8 серии 4 сезона в роли Лайла Кормана, репортёра газеты «Philadelphia Inquirer». Чарли спьяну похитил его после того, как тот написал весьма отрицательный отзыв о пабе.
- Синбад и Роб Томас снялись в 9 серии 4 сезона, где играют самих себя. Они фигурируют в галлюцинациях Денниса после нанесённой Фрэнком черепно-мозговой травмы.
- Джейсон Судейкис снялся в 8 серии 6 сезона в роли Шмитти, бывшего члена шайки, которого Мак и Деннис хотели взять на замену Чарли; а также в 13 серии 7 сезона, в которой увёл из-под носа Чарли вконец пьяную и готовую отдаться первому встречному официантку.
- Том Сайзмор («Схватка», «Прирождённые убийцы») снялся в 11 серии 6 сезона в роли похотливого дальнобойщика-бисексуала, подвозившего Денниса и Чарли в Атлантик-Сити.
- Саша Ройз («Послезавтра», «Каприка») снялся в 12 и 13 сериях 7 сезона в роли Адриано Кальванезе, бывшего «самого крутого парня в школе», который издевался над шайкой на встрече выпускников.
- Гильермо Дель Торо снялся в 3 серии 8 сезона и 7 серии 11 сезона в роли Паппи Макпойла — сумасшедшего главы клана Макпойлов.
- Александра Даддарио снялась в роли Руби Тафт, наследницы богатой семьи, в 4 серии 8 сезона «Чарли и Ди находят любовь».
- Пафф Дэдди сыграл роль практикующего гомеопатию и «магию Земли» доктора Джингса в 6 серии 8 сезона.
- Питер С. Джейкобсон, более известный по роли доктора Тауба в сериале «Доктор Хаус», снялся в 1 серии 9 сезона в роли подставного продюсера для Милашки Ди.
- Шон Уильям Скотт снялся в 5 серии 9 сезона в роли двоюродного брата Мака — «Деревенского Мака», приехавшего в Филадельфию на «день Мака» из родной деревни.
- Бывший бейсболист Уэйд Боггс снялся в 1 серии 10 сезона в роли самого себя, когда шайка попыталась повторить его «исторический подвиг» — выпить 70 банок пива на борту самолёта и затем выиграть бейсбольный матч.
- Киган-Майкл Кей снялся в 8-й серии 10 сезона в роли ведущего местного аналога шоу «Сто к одному».
- Ричард Греко снялся в 4 серии 11 сезона в роли самого себя — странного типа, снимающегося в низкосортных фильмах и одержимого поеданием водорослей.
- Брайан Дойл-Мюррей, брат Билла Мюррея, снялся в 9 серии 11 сезона в роли капитана христианского лайнера, на котором шайка развела бардак.
- Минди Калинг («Офис», «Проект Минди») снялась в 1 серии 13 сезона в роли эффективного менеджера паба Падди, пришедшей на замену Деннису после его отъезда в Северную Дакоту к своему сыну.
- Дольф Лундгрен снялся в роли Громопушки во 2-й серии 14 сезона.

## Список эпизодов
С августа 2005 года по июль 2023 г. — вышло 16 сезонов; в 2025 г. предполагается новый сезон. 

## Саундтрек
Сериал не располагает оригинальным саундтреком. Обычно используется классическая и лёгкая музыка, что составляет контраст с хаотической природой сериала. Также использовано несколько песен группы «Orange Marsupials». Главная тема — отрывок из продакшн-музыки «Temptation Sensation» композитора Хайнца Кисслинга. Вся используемая музыка находится в общественном достоянии. Изначально такой курс был вызван экстремально низким бюджетом сериала, но затем это стало использоваться как приём для достижения упомянутого контраста.